# Пуєшть (комуна, Васлуй)
Пуєшть, Пуєшті (рум. Puiești) — комуна у повіті Васлуй в Румунії. До складу комуни входять такі села (дані про населення за 2002 рік):
- Єзер (311 осіб)
- Бертелуш-Мокань (223 особи)
- Бертелуш-Резеші (115 осіб)
- Гилцешть (153 особи)
- Келіменешть (395 осіб)
- Крістешть (486 осіб)
- Лелешть (518 осіб)
- Пуєшть (1526 осіб)
- Ротарі (127 осіб)
- Руші (448 осіб)
- Финтинеле (153 особи)
- Фулгу (153 особи)
- Четецуя (468 осіб)

Комуна розташована на відстані 246 км на північний схід від Бухареста, 30 км на південний захід від Васлуя, 81 км на південь від Ясс, 118 км на північ від Галаца.

## Географія
У селі бере початок річка Тутова.

## Населення
За даними перепису населення 2002 року у комуні проживали 5076 осіб.
Національний склад населення комуни:
| Національність | Кількість осіб | Відсоток |
| -------------- | -------------- | -------- |
| румуни         | 5016           | 98,8%    |
| цигани         | 55             | 1,1%     |
| угорці         | 4              | 0,1%     |
| німці          | 1              | < 0,1%   |

Рідною мовою назвали:
| Мова      | Кількість осіб | Відсоток |
| --------- | -------------- | -------- |
| румунська | 5072           | 99,9%    |
| угорська  | 4              | 0,1%     |

Склад населення комуни за віросповіданням:
| Релігія       | Кількість осіб | Відсоток |
| ------------- | -------------- | -------- |
| православні   | 4903           | 96,6%    |
| п'ятдесятники | 128            | 2,5%     |
| адвентисти    | 30             | 0,6%     |
| римо-католики | 8              | 0,2%     |
| реформати     | 4              | 0,1%     |
| старообрядці  | 2              | < 0,1%   |

## Зовнішні посилання
- Дані про комуну Пуєшть на сайті Ghidul Primăriilor [Архівовано 17 липня 2009 у Wayback Machine.]